# ГЭС Барра-Гранди
Гидроэлектростанция Барра-Гранди представляет собой плотину и электростанцию, расположенную на реке Пелотас, недалеко от города Селсу-Рамус, на границе штатов Санта-Катарина и Риу-Гранди-ду-Сул в Бразилии. Мощность электростанции составляет 708 мегаватт, и она снабжается водой через бетонную дамбу с каменной насыпью, которая является второй по высоте плотиной в стране. Она принадлежит и управляется компанией Energética Barra Grande SA (BAESA). Электростанция вырабатывает 30% электроэнергии, необходимой в Санта-Катарине, что эквивалентно спросу в регионе.

## История
Строительство плотины было начато в мае 2001 года консорциумом BAESA, в который входят:
- Alcoa — 42,2%[2];
- Companhia Paulista de Força e Luz (CPFL) — 25%;
- Companhia Brasileira de Alumínio (CBA) — 15%;
- Camargo Corrêa Cimentos — 9%;
- DME Energética — 8,8%.

Первый генератор был запущен в эксплуатацию 1 ноября 2005 года, второй — в феврале 2006 года, а третий — в мае того же года.
В сентябре 2005 года, после завершения строительства и начала заполнения водохранилища, на верхней части плотины образовались трещины в бетонном покрытии. Это привело к утечке воды со скоростью 1280 литров в секунду. В июне 2007 года, в этом месте был осуществлён сброс грунта, что позволило уменьшить утечку до 800 литров в секунду. Несмотря на это, плотина по-прежнему остаётся в безопасном состоянии.

## Плотина Барра-Гранде
Плотина Барра-Гранде представляет собой внушительную бетонную насыпь, которая достигает в длину 665 метров, и в высоту 185 метров. У основания плотина имеет ширину 500 метров, а на вершине сужается до 14 метров. Плотина образует водохранилище площадью 94 квадратных километра, которое обеспечивает водой три радиально-осевые турбины мощностью 236 МВт на электростанции.

## Разногласия
Для строительства плотины пришлось вырубить 40 квадратных километров араукарии, бразильской сосны. В результате сохранилось лишь 1-7% от первоначального леса. Кроме того, водохранилище создало угрозу исчезновения для других видов, таких как бромелиевые Dyckia distachya и Parana. Из-за экологических споров, связанных с плотиной, компания BAESA должна постоянно продлевать и получать новые лицензии, а также выделять дополнительные средства на соответствующие программы.